# Легіонер. Дорогами війни та кохання
Легіонер. Дорогами війни та кохання — сольний музичний альбом Костя Єрофєєва (2001 рік).

## Композиції
1. За горою гора
2. Ще коні з Бугу воду не пили
3. Пане полковнику
4. Танго
5. Я — крук
6. Ой, розбито чару
7. Марш легіонерів
8. Зажура
9. Місто
10. А на дворі дощ
11. Ніч пурпурових вогнів
12. Де ж ти доле чорнокрила
13. Ніч засина, як кошеня
14. Bonus: Танго (інструментальна версія)